# Europejskie Centrum Sportów Siłowych i Strong Man
Europejskie Centrum Sportów Siłowych i Strong Man (ECSS) – powstało w 2004 roku jako alternatywa dla zawodów strongman organizowanych przez spółkę Strong Man z o.o., która organizowała "Zawody Siłaczy" w telewizji TVN.

Siedziba ECSS mieści się w Łodzi.
Europejskie Centrum Sportów Siłowych i Strong Man w 2004 roku przeprowadziło szereg zawodów z cyklu Mistrzostw Polski Strongman ECSS. Zawody te miały miejsce w Łodzi, Łęczycy, Opocznie, Konstantynowie Łódzkim, Gryficach, Sieradzu, Radomsku i Bełchatowie.
W 2005 roku ECSS zorganizowało dwie imprezy z cyklu European Strongest Man w Ślesinie i Sieradzu, które emitowała telewizja Polsat.